# Microterys shaanxiensis
Microterys shaanxiensis är en stekelart som beskrevs av Xu 2002. Microterys shaanxiensis ingår i släktet Microterys och familjen sköldlussteklar. Inga underarter finns listade i Catalogue of Life.